# Премия журнала Empire (1998)

3-я церемония награждения кинопремии «Империя» за заслуги в области кинематографа за 1997 год. Была проведена в мае 1998 года в Лондоне.

## Победители и номинанты
Ниже представлен список победителей.
| Лучший фильм                           | Лучший британский фильм                     |
| -------------------------------------- | ------------------------------------------- |
| - Люди в чёрном                        | - Мужской стриптиз                          |
| Лучший режиссёр                        | Лучший британский режиссёр                  |
| - Кэмерон Кроу — Джерри Магуайер       | - Энтони Мингелла — Английский пациент      |
| Лучшая мужская роль                    | Лучший британский актёр                     |
| - Кевин Спейси — Секреты Лос-Анджелеса | - Юэн Макгрегор — Жизнь хуже обычной        |
| Лучшая женская роль                    | Лучшая британская актриса                   |
| - Аллен Джоан — Суровое испытание      | - Кейт Уинслет — Гамлет                     |
| Лучший дебют                           | Honorary Awards                             |
| - Гэри Олдмен — Не глотать             | - Lifetime Achievement Award: Деннис Хоппер |